# Sazae-san
Sazae-san é uma série de mangá e anime criada por Machiko Hasegawa. Foi publicado pela primeira vez no jornal local da Hasegawa, o Fukunichi Shinbun (フクニチ新聞 ), em 22 de Abril de 1946. É considerada atualmente a animação mais longa em produção, o anime é exibido desde 1969 e continua até hoje, contando com aproximadamente com mais de 7330 episódios e por isso detém o Recorde Mundial do Guinness.
Família Isono
- Sazae Fuguta (フグ田サザエ Fuguta Sazae?) (Née Isono (磯野?)

O personagem principal. Idade 24 (27 no mangá), nascido em 22 de novembro em Fukuoka. No começo, a mãe de Sazae estava preocupada que Sazae fosse demasiado infeliz para atrair um marido, mas ela se casou com Masuo. Ela é muito alegre, mas sempre brigas com Katsuo.
Voz de: Midori Katō
- Masuo Fuguta (フグ田マ ス オ Fuguta Masuo?)

Marido do salário de Sazae. 28 anos (32 no mangá). Nascido em 3 de abril em Sumiyoshi-ku, Osaka. Depois de casar Sazae, ele se mudou com sua família. Ele é uma pessoa muito séria e calma.
Dublado por: Shinsuke Chikaishi (1969-1978), Hiroshi Masuoka (1978-)
- Tarao Fuguta (フグ田タ ラ オ Fuguta Tarao?)

Sazae e filho de 3 anos de Masuo. Geralmente chamado Tara-chan (タ ラ ちゃん?). Ele nasceu em 18 de março.
Voz de: Takako Sasuga
- Namihei Isono (磯野波平 Isono Namihei?)

Pai de Sazae e patriarca da família. 54. Nascido em 14 de setembro. (Originalmente seu ano de nascimento foi dado como 1895). Ele é muito teimoso. Ele sempre repreende Sazae e Katsuo.
Expresso por: Ichirō Nagai (1969-2014), Chafurin (2014-)
- Fune Isono (磯野フネ Isono Fune?) (Née Ishida (石田?))

Mãe de Sazae. Idade 52 (48 no mangá); Nascido em 11 de janeiro em Shizuoka. Ela é a pessoa calma e confiável por toda a sua família.
Expresso por: Miyoko Asō (1969-2015), Yorie Terauchi (2015-)
- Katsuo Isono (磯野 カ ツ オ Isono Katsuo?)

O irmãozinho malicioso de Sazae. Idade 11. Ele foi muitas vezes sofrido sob a ira de sua irmã mais velha Sazae, quando ele se recusou a fazer sua lição de casa ou acidentalmente insultos outros convidados na forma de faux-pas. A mesma coisa ocorre para Namihei, seu pai, quando ele normalmente descobre sobre baixo grau Katsuo em seus testes e palestras através de repreensão. Sua principal atividade consiste em jogar beisebol com seus amigos.
Voz de Nobuyo Ōyama (1969), Kazue Takahashi (1970-1998), Mina Tominaga (1998-)
- Wakame Isono (磯野ワ カ メ Isono Wakame?)

A irmãzinha de Sazae. Idade 9 (7 no mangá). Ela é gentil.
Voz de Yoshiko Yamamoto (1969-1976), Michiko Nomura (1976-2005), Makoto Tsumura (2005-)
- Tama (タマ?)

O gato do animal de estimação da família de Isono. Ele odeia ratos.
Expresso por:? (O significado deste crédito "?" Tem sido um tema de debate entre os telespectadores durante anos.)